# Best Of (Vanilla-Ninja-Album)
Best Of ist ein Kompilationsalbum der estnischen Pop-Rock-Girlgroup Vanilla Ninja. Das Album ist ein Mix der erfolgreichsten Longplayer der Band, Traces of Sadness (2004) und Blue Tattoo (2005). Es erschien am 2. Dezember 2005 in Deutschland, Österreich und in der Schweiz. Der Produzent ist David Brandes. Alle Veröffentlichungen von ihm stammen aus seinem eigenen Label BROS Music, welches seinen Standort in Weil am Rhein hat. Die Kompilation erreichte in der Schweiz Rang 70 und hielt sich dort vier Wochen.

## Produktion
David Brandes promotete auch die beiden Vorgängeralben, und alle bis Dezember 2005 veröffentlichten CDs. Die Songtexte aller Titel schrieb Bernd Meinunger. Dieser war unter seinem Künstlernamen „John O’ Flynn“ aufgetreten.
Der private Fernsehsender RTL ZWEI promotete alle CDs der Band. Das Artwork wurde von Jan Weskott entworfen. Milan Sajé mischte vier zuvor veröffentlichte Titel der Band zu einem Megamix zusammen. Sascha Kramer und Michael Wilfling fotografierten die Sängerinnen auf allen Bildern, die im Booklet abgedruckt sind. Die Instrumentalisierung machte Brandes zusammen mit Jane Tempest.
Markus Wienstroer und Peter Weihe spielten die Gitarren ein. Christoph Leis-Bendorff, David Brandes, Domenico Labarile und Pit Löw programmierten die Keyboards. Das Booklet enthält alle Songtexte.

## Streit um die Urheberrechte
„Die Songrechte für die Songs der Alben Traces of Sadness und Blue Tattoo liegen bei David Brandes. Er hat sie produziert und die Songs hat „John O’Flynn“, Songwriter an David’s Seite, geschrieben. Somit hat Brandes alle Rechte der Songs und kann sie veröffentlichen, wann er will.“
Die Aussage von Vanilla Ninja war eindeutig: „Kauft sie euch nicht. David veröffentlicht sie, ohne uns vorher zu fragen!“

## Titelliste
| Jahr | Nr. | Titel                           | Dauer | Vom Album         | Anmerkung           | Erstveröffentlichung |
| ---- | --- | ------------------------------- | ----- | ----------------- | ------------------- | -------------------- |
| 2003 | 1   | Tough Enough                    | 3:24  | Traces of Sadness | erschien als Single | 24. November 2003    |
| 2004 | 2   | Don’t Go Too Fast               | 3:11  | Traces of Sadness | erschien als Single | 22. März 2004        |
| 2004 | 3   | When the Indians Cry            | 3:33  | Traces of Sadness | erschien als Single | 30. August 2004      |
| 2004 | 4   | Blue Tattoo                     | 4:10  | Blue Tattoo       | erschien als Single | 15. November 2004    |
| 2005 | 5   | Cool Vibes                      | 3:00  | Blue Tattoo       | erschien als Single | 30. Mai 2005         |
| 2005 | 6   | My Puzzle of Dreams             | 3:24  | Blue Tattoo       | Albumtrack          | 14. März 2005        |
| 2005 | 7   | Never Gotta Know                | 3:17  | Blue Tattoo       | Albumtrack          | 14. März 2005        |
| 2004 | 8   | Traces of Sadness               | 3:23  | Traces of Sadness | Albumtrack          | 7. Juni 2004         |
| 2004 | 9   | Liar                            | 3:38  | Traces of Sadness | erschien als Single | 24. Mai 2004         |
| 2004 | 10  | Don’t You Realize               | 3:51  | Traces of Sadness | Albumtrack          | 7. Juni 2004         |
| 2005 | 11  | I Know                          | 3:17  | Blue Tattoo       | erschien als Single | 27. Februar 2005     |
| 2005 | 12  | Corner of My Mind               | 3:40  | Blue Tattoo       | Albumtrack          | 14. März 2005        |
| 2004 | 13  | Destroyed by You                | 3:54  | Traces of Sadness | Albumtrack          | 7. Juni 2004         |
| 2003 | 14  | Tough Enough (Extended-Version) | 6:24  | Best Of           | auch auf der Single | 24. November 2003    |
| 2004 | 15  | Blue Tattoo (Extended-Version)  | 9:21  | Best Of           | auch auf der Single | 15. November 2004    |
| 2005 | 16  | Megamix (Extended-Version)      | 6:29  | Best Of           | auch auf der Single | 25. November 2005    |

- Anzahl entnommener Stücke aus „Traces of Sadness“: 7 Titel, davon 4 Singletitel
- Anzahl entnommener Stücke aus „Blue Tattoo“: 6 Titel, davon 3 Singletitel
- Anzahl Bonustitel: 3

## Singleauskopplung
Megamix erschien am 25. November 2005 in zwei verschiedenen Versionen. Als Standard-Single und auch als 2-Track-Single. In Deutschland belegte das Lied Platz 79 bei sieben Chartwochen; in der Schweiz platzierte sich das Stück auf Rang 66, wo es sich vier Wochen hielt.

## DVD
Am 2. Dezember 2005, am gleichen Tag, an dem das Album erschien, wurde eine Best-of-DVD veröffentlicht. Sie enthält die bis dahin veröffentlichten Musikvideos der Band.

### Videoliste
1. Tough Enough [3:24]
2. Don’t Go Too Fast [3:11]
3. Liar [3:38]
4. When the Indians Cry [3:33]
5. Blue Tattoo [4:07]
6. I Know [3:25]
7. Cool Vibes [3:33]
8. Megamix [4:25]
9. I Know (Unplugged) [3:26]